# Soncourt
Soncourt é uma comuna francesa na região administrativa de Grande Leste, no departamento de Vosges. Estende-se por uma área de 3,91 km². Em 2010 a comuna tinha 45 habitantes (densidade: 11,5 hab./km²).